# Quinzano d'Oglio
Quinzano d'Oglio es una localidad y comune italiana de la provincia de Brescia, región de Lombardía, con 6.380 habitantes.

## Evolución demográfica
| Gráfica de evolución demográfica de Quinzano d'Oglio entre 1861 y 2001 |
|                                                                        |
| Fuente ISTAT - elaboración gráfica de Wikipedia                        |